# استیپه ارچگ
استیپه ارچگ (انگلیسی: Stipe Erceg؛ زادهٔ ۳۰ اکتبر ۱۹۷۴) بازیگر اهل آلمان است.
از فیلم‌ها یا برنامه‌های تلویزیونی که وی در آن نقش داشته است، می‌توان به اصل لذت، ناشناس، گره بادر ماینهوف، مربیان و دوزخ اشاره کرد.